# 芒果美术馆
湖南美术馆位于中国湖南省长沙市，是集展览、收藏、保护、研究等功能于一体的综合美术馆，是湖南广电七彩盒子的组成部分。

## 历史沿革
2023年2月11日，芒果美术馆开馆，并举行了2022年度罗中立奖学金终评展颁奖典礼。

## 建筑展览
美术馆由Richard Gluckman设计，建筑面积2428多平方米，展览面积1200平方米，由湖南广电旗下电广传媒子公司中艺达晨负责建设运营。
芒果美术馆将固定陈列徐悲鸿油画《愚公移山》、齐白石国画《祖国颂》等名作。

## 开放时间
美术馆开放时间为周二至周天的10:00-17:30。

## 举办展览
美术馆举办过的展览有：
- 罗中立奖学金初评展[7]
- 朱利安·奥培（英语：Julian Opie）个展[8]
- 纪录片《中国》绘画艺术展[9]